# Pyrmonter Bergland
Das Pyrmonter Bergland ist eine Muschelkalklandschaft im Niedersächsischen Bergland und umfasst eine Fläche von 180 km². Seine maximale Höhe liegt bei ca. 350 m ü. NN. Das Tal der Emmer teilt das Bergland in die Ottensteiner Platten im Osten und die Pyrmonter Höhen im Westen.
In diesen Muschelkalkhöhen liegt der Pyrmonter Talkessel, an dessen Verwerfungen Mineral- und Solequellen hervortreten, denen Bad Pyrmont den Status einer Kurstadt verdankt.
Die Ottensteiner Platten werden landwirtschaftlich genutzt.
Am Pyrmonter Berg befindet sich das einzige größere Laubwaldgebiet. Trotz der kargen Böden dominiert hier die Landwirtschaft; Grünlandnutzung erfolgt an den Flüssen in den Tälern.
Forstwirtschaftliche Nutzung erfolgt an den Pyrmonter Berghöhen.
Das Bachtal der Emmer wurde als FFH gemeldet; zum Teil besitzt es auch NSG-Status.
Koordinaten: 51° 57′ 0″ N, 9° 24′ 0″ O